# Love Letter (album Gackta)
Love Letter – piąty album studyjny japońskiego artysty Gackta, wydany 14 lutego 2005 roku w Japonii. Album został także wydany w koreańskiej wersji językowej pt. Love Letter ~for Korean Dears~ 16 czerwca tego samego roku. Album Love Letter osiągnął 5 pozycję w rankingu Oricon i pozostał na listach przebojów przez 13 tygodni. Sprzedano 121 847 egzemplarzy.

## Lista utworów
Wszystkie utwory zostały skomponowane i napisane przez Gackt C.

### Edycja japońska
| Nr  | Tytuł                                                 | Aranżacja           | Czas |
| --- | ----------------------------------------------------- | ------------------- | ---- |
| 1.  | "Seiippai no sayonara" (jap. 精一杯のサヨナラ)        | Gackt.C, chachamaru | 4:44 |
| 2.  | "Tea cup"                                             | Gackt.C, chachamaru | 5:29 |
| 3.  | "etude"                                               | Gackt.C, chachamaru | 6:24 |
| 4.  | "Arittake no ai de" (jap. ありったけの愛で)           | Gackt.C, chachamaru | 5:36 |
| 5.  | "Peace" (jap. ピース)                                 | Gackt.C, chachamaru | 4:12 |
| 6.  | "Kono yoru ga owaru mae ni" (jap. この夜が終わる前に) | Gackt.C, chachamaru | 4:58 |
| 7.  | "Kimi ni aitakute" (jap. 君に逢いたくて)              | Gackt.C, chachamaru | 5:33 |
| 8.  | "Dears ~LLV~"                                         | Gackt.C, chachamaru | 6:58 |
| 9.  | "Sakurasō" (jap. サクラソウ)                          | Gackt.C, chachamaru | 2:42 |
| 10. | "Love Letter"                                         | Gackt.C, chachamaru | 4:55 |

### Edycja koreańska
| Nr | Tytuł                                               | Aranżacja           | Czas |
| -- | --------------------------------------------------- | ------------------- | ---- |
| 1. | "온 힘을 다해 안녕" ("Seiippai no sayonara")        | Gackt.C, chachamaru | 4:45 |
| 2. | "너를 만나고 싶지만" ("Kimi ni aitakute")           | Gackt.C, chachamaru | 5:33 |
| 3. | "이 밤이 끝나기 전에" ("Kono yoru ga owaru mae ni") | Gackt.C, chachamaru | 4:59 |
| 4. | "PEACE"                                             | Gackt.C, chachamaru | 4:13 |
| 5. | "Tea cup"                                           | Gackt.C, chachamaru | 5:30 |
| 6. | "들꽃" ("Sakurasō")                                 | Gackt.C, chachamaru | 2:43 |
| 7. | "Love Letter"                                       | Gackt.C, chachamaru | 5:00 |